# 1박 2일
《1박 2일》은 KBS 2TV에서 방송되고 있는 예능 프로그램이다.

## 개요
우리가 알고 있는, 우리가 알지 못하는 아름다운 우리나라.
유쾌한 여섯 남자와 함께 1박 2일의 여행을 떠난다!

## 방송 시간

### 본방송
| 방송 채널 | 방송 기간                          | 방송 시간                    | 방송 시간                    | 비고                           |
| --------- | ---------------------------------- | ---------------------------- | ---------------------------- | ------------------------------ |
| KBS 2TV   | 2007년 8월 5일 ~ 2007년 11월 25일  | 매주 일요일 저녁 5:30 ~ 6:20 | 매주 일요일 저녁 5:30 ~ 6:20 | 해피선데이 편성                |
| KBS 2TV   | 2007년 12월 2일 ~ 2008년 7월 20일  | 매주 일요일 저녁 6:00 ~ 6:50 | 매주 일요일 저녁 6:00 ~ 6:50 | 해피선데이 편성                |
| KBS 2TV   | 2008년 7월 27일 ~ 2008년 10월 26일 | 매주 일요일 저녁 6:35 ~ 7:40 | 매주 일요일 저녁 6:35 ~ 7:40 | 해피선데이 편성                |
| KBS 2TV   | 2008년 11월 2일 ~ 2019년 3월 10일  | 매주 일요일 저녁 6:20 ~ 7:50 | 매주 일요일 저녁 6:20 ~ 7:50 | 해피선데이 편성                |
| KBS 2TV   | 2019년 12월 8일 ~ 2021년 6월 27일  | 1부                          | 매주 일요일 저녁 6:30 ~ 7:00 | 독립 편성 (1부, 2부 분리 편성) |
| KBS 2TV   | 2019년 12월 8일 ~ 2021년 6월 27일  | 2부                          | 매주 일요일 저녁 7:00 ~ 7:50 | 독립 편성 (1부, 2부 분리 편성) |
| KBS 2TV   | 2021년 7월 4일 ~ 2022년 2월 27일   | 매주 일요일 저녁 6:30 ~ 7:50 | 매주 일요일 저녁 6:30 ~ 7:50 | 통합 편성 (중간 광고 포함)     |
| KBS 2TV   | 2022년 3월 6일 ~ 2024년 2월 4일    | 매주 일요일 저녁 6:15 ~ 8:00 | 매주 일요일 저녁 6:15 ~ 8:00 | 통합 편성 (중간 광고 포함)     |
| KBS 2TV   | 2024년 2월 11일 ~ 2024년 7월 21일  | 매주 일요일 저녁 6:10 ~ 7:55 | 매주 일요일 저녁 6:10 ~ 7:55 | 통합 편성 (중간 광고 포함)     |
| KBS 2TV   | 2024년 8월 18일 ~ 현재             | 매주 일요일 저녁 6:10 ~ 8:00 | 매주 일요일 저녁 6:10 ~ 8:00 | 통합 편성 (중간 광고 포함)     |

## 출연자

### 멤버
| 멤버   | 출연 기간                                    | 활동 기간                      | 비고  |
| ------ | -------------------------------------------- | ------------------------------ | ----- |
| 김종민 | 2007년 8월 5일 ~ 12월 2일 2009년 12월 27일 ~ | 시즌 1 1회 ~ 18회, 123 ~ 232회 | [ 2 ] |
| 김종민 | 2007년 8월 5일 ~ 12월 2일 2009년 12월 27일 ~ | 시즌 2 1회 ~ 89회              |       |
| 김종민 | 2007년 8월 5일 ~ 12월 2일 2009년 12월 27일 ~ | 시즌 3 1회 ~ 257회             |       |
| 김종민 | 2007년 8월 5일 ~ 12월 2일 2009년 12월 27일 ~ | 시즌 4 1회 ~                   |       |
| 문세윤 | 2019년 12월 8일 ~                            | 시즌 4 1회 ~                   |       |
| 딘딘   | 2019년 12월 8일 ~                            | 시즌 4 1회 ~                   |       |
| 유선호 | 2022년 12월 4일 ~                            | 시즌 4 153회 ~                 |       |
| 조세호 | 2024년 8월 18일 ~                            | 시즌 4 237회 ~                 |       |
| 이준   | 2024년 8월 18일 ~                            | 시즌 4 237회 ~                 |       |

## 제작진

### 현재 제작진
- PD - 주종현, 이은주, 김현우, 박호신, 유재현, 고가영, 박소희, 이윤지
- 작가 - 박은주, 윤소영, 정진아, 이지영, 장근희, 채희진, 장효연, 한은혜, 이예은, 정혜윤

### 과거 제작진
- 시즌 1
  - 나영석 PD (2007.08.05 ~ 2012.02.26)
  - 이명한 PD (2007.08.05 ~ 2010.08.22)
  - 이동희 PD
  - 신효정 PD
  - 이우정 작가
  - 최재영 작가
  - 유호진 PD
  - 김대주 작가
  - 김란주 작가
  - 유정아 PD
  - 박민정 PD
- 시즌 2
  - 최재형 PD (2012.03.04 ~ 2013.03.31)
  - 이세희 PD (2013.04.07 ~ 2013.11.24)
  - 최재영 작가
  - 이수경 작가
  - 유정아 PD
  - 김성 PD
  - 류일용 PD
- 시즌 3
  - 유호진 PD (2013.12.01 ~ 2016.06.05)
  - 류일용 PD (2016.06.12 ~ 2018.12.30)
  - 문은애 작가
  - 지현숙 작가
  - 김성 PD (2019.01.06 ~ 2019.03.10)
- 시즌 4
  - 방글이 PD (2019.12.08 ~ 2022.05.01)
  - 이정규 PD (2022.05.08 ~ 2024.07.21)

## 역사

### 시즌 1
- 2007년 8월 5일 : 전신 준비됐어요의 멤버였던 강호동, 지상렬, 이수근, 은지원, 노홍철, 김종민이 진행하는 1박 2일 시즌 1 시작
- 2007년 9월 16일 : 지상렬 하차
- 2007년 10월 28일 : 김C 영입
- 2007년 11월 4일 : 노홍철 하차
- 2007년 11월 11일 : 이승기 영입
- 2007년 12월 2일 : 군 대체 복무 소집으로 인한 김종민 임시 하차
- 2007년 12월 9일 : MC몽 영입
- 2009년 12월 27일 : 군 대체 복무 소집 해제와 동시에 김종민 복귀
- 2010년 6월 6일 : 김C 하차
- 2010년 9월 19일 : 병역 기피 논란으로 인한 MC몽 하차
- 2011년 3월 6일 : 엄태웅 영입
- 2011년 9월 25일 : 탈세 의혹으로 인한 강호동 하차
- 2012년 2월 26일 : 1박 2일 시즌 1 종료로 인한 은지원, 이승기 하차

### 시즌 2
- 2012년 3월 4일 : 1박 2일 시즌 1의 멤버였던 이수근, 김종민, 엄태웅과 새로운 멤버 김승우, 차태현, 성시경, 주원이 진행하는 1박 2일 시즌 2 시작
- 2013년 3월 31일 : 김승우 하차
- 2013년 4월 7일 : 유해진 영입
- 2013년 10월 27일 : 주원 하차
- 2013년 11월 24일 : 불법 도박 혐의로 인한 이수근 하차, 1박 2일 시즌 2 종료로 인한 엄태웅, 성시경, 유해진 하차

### 시즌 3
- 2013년 12월 1일 : 1박 2일 시즌 1, 2의 멤버였던 김종민, 1박 2일 시즌 2의 멤버였던 차태현과 새로운 멤버 김주혁, 김준호, 데프콘, 정준영이 진행하는 1박 2일 시즌 3 시작
- 2015년 12월 6일 : 김주혁 하차
- 2016년 5월 1일 : 윤시윤 영입
- 2016년 10월 9일 : 성추문 혐의로 인한 정준영 임시 하차
- 2017년 1월 15일 : 성추문 무혐의 처분으로 정준영 복귀
- 2019년 3월 17일 ~ 2019년 12월 1일 : 정준영의 2019년 버닝썬 게이트 사건과 차태현, 김준호의 내기 골프 의혹 사건으로 인한 1박 2일 시즌 3 무기한 제작 중단
- 2019년 8월 29일 : KBS 비상 경영 체제 회의에서 1박 2일 시즌 4 제작 확정 이에 따라 1박 2일 시즌 3는 종료되고 내기 골프 의혹 사건으로 인한 차태현, 김준호 하차, 버닝썬 게이트 사건으로 인한 정준영 하차, 1박 2일 시즌 3 종료로 인한 데프콘, 윤시윤 하차

### 시즌 4
- 2019년 12월 8일 : 1박 2일 시즌 1, 2, 3의 멤버였던 김종민과 새로운 멤버 연정훈, 문세윤, 김선호, 딘딘, 라비가 진행하는 1박 2일 시즌 4 시작
- 2021년 11월 7일 : 사생활 폭로 논란으로 인한 김선호 하차
- 2022년 2월 13일 : 나인우 영입
- 2022년 5월 1일 : 라비 하차
- 2022년 12월 11일 : 유선호 영입
- 2024년 7월 21일 : 연정훈, 나인우 하차
- 2024년 8월 18일 : 조세호, 이준 영입

## 방송 시리즈
| 방송 시즌 | 방송 횟수    | 방송 기간                         |
| --------- | ------------ | --------------------------------- |
| 시즌 1    | 232회        | 2007년 8월 5일 ~ 2012년 2월 26일  |
| 시즌 2    | 89회         | 2012년 3월 4일 ~ 2013년 11월 24일 |
| 시즌 3    | 257회        | 2013년 12월 1일 ~ 2019년 3월 10일 |
| 시즌 4    | 현재 진행 중 | 2019년 12월 8일 ~                 |

## 시청 등급
| 시청 등급  | 방송 시즌   | 방송 회차                         | 방송 기간                        | 비고                     |
| ---------- | ----------- | --------------------------------- | -------------------------------- | ------------------------ |
|            | 시즌 1      | 1 ~ 94회                          | 2007년 8월 5일 ~ 2009년 5월 31일 | 해피선데이 2부 코너 편성 |
| 시즌 4     | 1회 ~ 현재  | 2019년 12월 8일 ~ 현재            | 독립 편성                        |                          |
|            | 시즌 1      | 특집                              | 2008년 8월 10일                  | [ 3 ]                    |
| 95 ~ 232회 | 시즌 1      | 2009년 6월 7일 ~ 2012년 2월 26일  | 해피선데이 2부 코너 편성         |                          |
| 시즌 2     | 233 ~ 321회 | 2012년 3월 4일 ~ 2013년 11월 24일 | 해피선데이 2부 코너 편성         |                          |
| 시즌 3     | 322 ~ 578회 | 2013년 12월 1일 ~ 2019년 3월 10일 | 해피선데이 2부 코너 편성         |                          |

## 복불복 게임
1박 2일은 복불복 게임을 통해 벌칙자를 선발한다. 1박 2일의 전신 준비됐어요에서 이어온 것으로, 잠자리 복불복, 저녁 식사 복불복 등 벌칙자를 선발하기 위해 사용한다. 복불복 주제는 다양하며, 1박 2일 방송에서 중요한 부분을 차지한다.

### 잠자리 복불복

#### 실내 취침
- 실내에서 취침하게 된다. 복불복에서 성공했을 때 주어지는 보상. 주로 숙소 방에서 취침한다.

#### 야외 취침
- 야외에서 취침하게 된다. 복불복에서 실패했을 때 주어지는 벌칙 시즌 2에서 강원도 태백시로 갔을 때는 이글루에서 취침을 한 적 있으며,강원도 홍천군에서는 빙판 위에 설치한 텐트에서 취침하기도 했다.

- 야야 취침 : 야외 취침의 야외 취침을 줄인 말 즉 텐트 밖에서 침낭만 가지고 잠을 자는 것이다.
- 알몸 취침 : 팬티만 입고 취침, 즉 실내가 아닌 야외에서 팬티 하나만 입고 잠을 자는 것이다.
- 반반 취침 : 실내 반, 야외 반 취침, 즉 신체의 절반은 실내, 나머지 절반은 야외에서 자는 것이다.

### 입수
복불복의 주된 벌칙 중 하나로, 주로 차가운 강물이나 바닷물에 몸 전체로 들어간다.

## 기상 미션
기상 미션은 아침 기상 시간에 잠을 깨워주는 음악이 울리면 각자 일어나서 주어진 기상 미션을 수행하는 것으로 기상 미션에 성공한 선착순 3명에게는 아침 식사를 제공한다. 요즘에는 멤버 전원에게 아침 식사를 주는 경우도 많다.

## 낙오
주로 혼자 베이스 캠프까지 걸어오거나, 1박 2일 동안 다른 멤버들과 혼자 떨어져 버텨야 하는 것이 낙오이다. 시즌 1에서 많이 나왔으며, 시즌 2, 3에서는 간혹 있었다.
최초의 낙오는 1박 2일 시즌 1에서 김종민의 강원도 정선 편 낙오였다.

## 제작진 VS 출연자 복불복 대결

### 시즌 1
제작진과의 잠자리 쟁탈전은 2009년 5월 31일에 방송된 전라남도 나주시 편에서 강호동의 대결 제안으로 펼쳐졌으나 이 대결에서는 제작진 팀의 승리로 출연자 전원 야외 취침을 하게 되었다. 설상가상으로 그날 복불복 레이스 실패 룰렛을 돌려 룰렛에서 걸린 꼬막 캐기까지 하였다. 이후 2009년 9월 27일에 방송된 전라남도 영암군 편에서 다시 한 번 대결을 펼쳤는데, 출연자 팀의 승리로 80여 명의 제작진이 야외 취침을 했다. 다음 잠자리 복불복 대결은 첫 눈 오는 날로 밝힌 바 있는데, 마침 혹한기 대비 캠프에서 첫눈이 왔지만 폭설 때문에 어쩔 수 없이 철수하였다. 이후 2010년 3월 28일에 방송된 경상남도 통영시 욕지도 편의 대결에서는 출연자들과 제작진 팀이 연합으로 경기를 치러 제작진 팀이 우승하여 출연자 전원이 야외 취침을 하였다. 이 날은 출연자 팀이 저녁 복불복에서도 실패해 해산물을 모두 제작진에게 빼앗겼다.

## 논란

### 시즌 1

#### MC몽숭어 잡이 조작 논란
2008년 6월 8일에 방송된 백령도 편에서 MC몽이 대청도에 낙오되어 매니저와 함께 숭어를 잡은 장면이 40%가 넘는 시청률을 기록하며 화제가 되었다. 그러나 제작진이 미리 숭어를 풀어 놓은 것이 아니냐는 조작 논란이 있었으나 MC몽이 방송에서 직접 해명하였다.

#### 출연자 흡연 장면 노출 논란
- MC몽

KBS를 비롯한 MBC와 SBS는 2004년부터 자율적으로 모든 프로그램에서 흡연 장면을 내보내는 것을 금지하고 자정 운동을 펼쳐왔다. 그런데 2008년 7월 6일 방영 분("백두산을 가다" 편)에서는 MC몽이 버스 안에서 흡연을 하는 장면을 편집하지 않아 담배를 피우는 장면이 나가는 사고를 저질렀으며 이로 인해 시청자들로부터 비판을 받아 MC몽 자신이 진행하는 라디오 프로그램에서 금연 결심과 함께 공식 사과를 했고, 방송통신심의위원회는 주의하라는 행정 지도 처분을 내렸다.
- 은지원

2010년 7월 25일에 방영 분에서 은지원이 담배를 피우는 장면이 찍혔다.
그 날 김종민이 빗물로 샤워를 하던 중 뒤에서 은지원이 담배를 피우면서 카메라에 찍혀버렸다. 제작진은 해피선데이 시청자 게시판 공지사항을 통해 공식 사과를 하고 해당 방영 분의 다시 보기를 중단했다.
- 이수근

2010년 12월 26일에 방송된 "우리끼리 산골 여행" 편에서 강호동이 설거지를 하는 중 이수근이 담배를 피우는 모습이 화면에 잡혔다.

#### 사직 야구장 방문 논란 (부산 특집)
2008년 9월 19일에는 롯데 자이언츠와 두산 베어스의 프로야구 경기가 열리는 사직 야구장에 방문했지만 《1박 2일》의 출연진과 제작진들은 관중석 100석을 차지하고 촬영에 방해가 된다는 이유로 경호원을 동원해 촬영 장소였던 관중석 주변의 통로를 차단하여 야구장을 찾았던 시민들을 다소 불편하게 했다는 지적이 있었으나 이는 알고 보니, MBC ESPN의 의도적인 편집으로 인한 것으로 밝혀졌다. 경기 시작 전 지정석의 자리가 다 안 찼을 때 찍은 것을 경기 중간에 내보내면서 마치 경기 도중 시민들의 관람을 방해하는 것으로 MBC ESPN 중계진(캐스터-한명재, 해설-허구연) 측에서 이야기를 한 탓에 당시 야구 경기를 시청하던 팬들이 오해할 수 밖에 없었다. 이와 관련하여 MBC ESPN 홈페이지 자유 게시판 공지사항을 통하여 사과를 발표하기도 하였다. 사과의 주요 내용은 “지난 19일, 1박 2일의 사직 야구장 내 촬영 장면에 대한 설명 중 관중이 자리에 못 들어간다고 언급했던 장면은 조사 결과 안전 요원이 자리를 찾는 관중에게 해당 좌석을 안내하던 것으로 확인됐다, “2회에 방송된 해당 장면은 동 시간에 발생한 일이 아니라 경기 직전에 녹화 된 것임을 알려드린다”이다. 당시 MBC ESPN 뿐만 아니라 SBS 스포츠에서도 중계하고 있었는데 이 방송국에서 중계한 화면을 보면 방해가 아닌 정상적인 관람을 하는 장면이었다. 유독 MBC ESPN 중계진만 1박 2일을 문제 삼고 혹평, 비난한 것과 대조적인 반응을 보였다. 그로부터 약 8개월 후인 2009년 5월, 당시 해설을 맡은 허구연이 무릎팍 도사에 출연을 하게 되었고, 그 자리에서 부산 사직 야구장을 방문해 논란이 됐던 것에 대한 솔직한 의견을 전했다.. 2013년 2월 배우 조진웅은 무릎팍 도사에 출연하여 이날 자신이 응원하던 롯데 자이언츠가 경기에서 졌다는 이유로 시즌 1이 종료될 때까지 시청을 하지 않았다고 한다.

#### 강호동하차 논란
2011년 8월 10일, 메인 MC 강호동이 하차한다는 의사를 밝혀 네티즌들을 놀라게 했다. 이 소식이 알려진 후 네티즌들은 청원 게시판에 하차 반대 글을 게재해 수많은 네티즌들이 서명 운동을 했다. 그리고 바로 다음 날, 제작진 측은 강호동의 하차 의사를 전달 받은 것은 사실이라 했지만 아직 아무것도 결정된 것은 없다고 공식적인 입장을 드러냈다. 그리고 그 다음 날인 8월 12일 오전, 강호동은 촬영을 앞두고 서울 여의도 KBS 신관 인근에서 취재진들에게 공식 입장을 전했다. 강호동은 제작진과 많은 이야기를 나누고 있다고 하차에 대해 결정된 것은 없다. 더 많은 얘기를 나눈 후 결과가 나오면 말해 주겠다며 자신의 입장을 밝혔다. 강호동이 1박 2일 하차를 선언한 지 일주일이 지난 8월 17일, 나영석 PD 또한 1박 2일에서 하차한다고 밝혀졌다.

### 시즌 2

#### 음향 사고 (직진 바캉스 편)
2014년 8월 10일 방영 분에서 출연자들이 미션을 위한 시민들을 찾던 중 약 5분 간 BGM과 효과음이 나오지 않고 출연자들의 목소리만 나온 음향 사고가 발생하였다.
또한, 정동진 직진 레이스에서는 오후 6시 본 방송에서 BGM이 나오지 않은 부분이 잠깐 있었다.

### 시즌 3

#### 비키니 논란
KBS 예능 본부의 1박 2일 시즌 3 유호진 PD는 복수의 매체를 통해 시청자들께서 불편하셨다니 죄송하다고 밝혔다. 이와 관련해 유호진 PD는 여성들이 비키니를 입은 것은 문제의 소지가 아닌 것 같지만 게임의 결과에 따라 상처럼 비키니 미녀들과의 데이트를 즐긴 것이 다소 오해의 소지를 불러일으킨 것 같다고 말했다.

#### 정준영몰래 카메라 촬영 논란과 무기한 제작 중단
2019년 3월 정준영이 몰래 카메라 촬영 논란으로 연루되면서 결국 KBS(한국방송공사)가 1박 2일 시즌 3 제작을 무기한 중단하겠다는 의사 표명을 하였다. 당시, 1박 2일의 편성 기획을 총괄하는 KBS 예능 본부의 권용택 국장의 인터뷰에서, 지난 2016년에도 정준영이 몰래 카메라 촬영으로 연루되었으나 아무런 사전 검증조차 없이 복귀를 하게 된 것에 대한 책임을 통감하며, 송구스럽게 사죄하는 마음으로, 프로그램 방영 중단으로 가닥을 잡았다고 설명했다.
또한, KBS 예능 본부의 하태석 PD의 인터뷰에서, 프로그램 편성을 무기한 제작 중단하기로 결정했다고 덧붙였다. KBS 시청자 상담실에서 본 프로그램의 제작 및 중단에 관한 시청자에 대한 사과 내용은 다음과 같다.
  '1박 2일' 방송 및 제작 중단을 알려드립니다.
KBS는 최근 불법 촬영과 유포 혐의로 수사를 받고 있는 정준영을 모든 프로그램에서 출연 정지, 당분간 1박 2일 프로그램의 방송 및 무기한 제작을 중단하기로 결정했습니다. 이에 따라 이번 주부터 1박 2일 시간에는 편성 공백을 메우기 위해, 당분간 대체 프로그램을 편성할 예정입니다.
KBS는 매주 일요일 저녁 1박 2일을 기다리시는 시청자를 고려하여 기존 2회 분량 촬영 분에서 정준영이 나오는 부분을 완전 삭제해 편집한 후 방송하는 방안을 검토했지만, 사안의 엄중함을 인식하고 전면적인 프로그램 정비를 위해 이같이 결정했습니다.
KBS는 출연자 관리를 제대로 하지 못한 점에 대해서 송구스럽게 사과드리며, 재발 방지 대책을 마련하겠습니다.
특히 정준영이 3년 전 유사한 논란이 있었음에도 불구하고, 수사 당국의 무혐의 결정을 기계적으로 받아들이고 충분히 검증하지 못한 채 출연 재개를 결정한 점에 대해서, 가장 중대한 책임감을 느끼고 있습니다.

KBS는 앞으로 유사한 사례가 다시 나오지 않도록, 출연자 검증 시스템을 보강하는 등 근본적인 대책을 마련하겠습니다.— 출처 : KBS 시청자 상담실 홈페이지

### 시즌 4

#### 김선호사생활 폭로 논란
김선호는 전 여자 친구의 폭로로 사생활 논란에 휩싸였다.
제작진은 회의를 진행해 김선호의 통 편집을 결정했다. KBS 예능국은 한달만에 김선호의 통 편집을 언급했다.
안녕하세요.
1박 2일 시즌 4 제작진입니다.
제작진은 최근 논란이 된 김선호 씨의 통 편집을 결정하게 되었습니다.
김선호 씨 촬영 분을 최대한 통 편집해 시청자 분들의 불편함을 최소화할 계획입니다.
앞으로 최선을 다해 좋은 방송 만드는 1박 2일이 되겠습니다.

감사합니다.— 1박 2일 제작진

하지만 이 논란은 맞는 부분도 있고 지어낸 부분도 있어서, 수많은 네티즌 사이에서 논란의 소지가 많아, 결국 김선호는 1박 2일에서 하차했다.

## 편성 변경 및 결방 사유
- 2008년 8월 10일: 2008 베이징 올림픽 번외편 대체 편성 및 결방.
- 2009년 5월 24일: 故 노무현 前 대통령 서거를 애도하는 의미로 결방.
- 2009년 8월 23일: 故 김대중 前 대통령 서거를 애도하는 의미로 결방.
- 2010년 4월 4일, 2010년 4월 18일 ~ 2010년 4월 25일: "천안함 침몰 사고"의 여파로 약 한 달간 결방.
- 2010년 5월 16일: 축구 국가대표 친선경기 대한민국 VS 에콰도르 중계 방송으로 인해 오후 5시 15분에 조기 방송.
- 2010년 7월 4일: KBS 총파업 여파로 인한 스페셜 대체 편성 및 결방.
- 2011년 7월 24일: 2011 상하이 세계 수영 선수권 대회 박태환 출전경기 중계 방송으로 인한 결방.
- 2012년 4월 1일, 2012년 4월 29일 ~ 2012년 5월 6일: KBS 총파업 여파로 인한 스페셜 대체 편성 및 결방.
- 2014년 4월 20일 ~ 2014년 5월 4일: 세월호 침몰 사고로 인한 결방.
- 2014년 6월 8일: KBS 총파업 여파로 인한 스페셜 대체 편성 및 결방.
- 2014년 9월 28일: 2014 인천 아시안 게임 중계 방송으로 인한 결방.
- 2015년 1월 4일: 축구 국가대표 친선경기 대한민국 VS 사우디아라비아 중계 방송으로 인한 결방.
- 2015년 10월 11일: 2015년 KBO 포스트시즌 준플레이오프 2차전 넥센 히어로즈 VS 두산 베어스 중계 방송으로 인한 결방.
- 2017년 9월 17일 ~ 2017년 9월 24일, 2017년 10월 29일 ~ 2017년 12월 24일: KBS 총파업 여파로 인한 약 석 달간 결방.
- 2018년 2월 18일: 2018 평창 동계 올림픽 중계 방송으로 인한 결방.
- 2018년 8월 26일: 2018 자카르타-팔렘방 아시안 게임 중계 방송으로 인한 결방.
- 2019년 3월 17일 ~ 2019년 12월 1일: 정준영의 성범죄 불법촬영물 제작 및 유포 사건과 김준호와 차태현의 불법도박의 내기골프 사건으로 인한 방송 중단.
- 2020년 10월 4일: 코로나19 여파로 인해 잠시 제작중단에 들어가면서 '보고! 먹고! 웃고!' 스페셜 대체 편성 및 결방.
- 2021년 7월 25일 ~ 2021년 8월 1일: 2020 도쿄 올림픽 중계 방송으로 인한 결방.
- 2022년 2월 6일: 2022 베이징 동계 올림픽 중계 방송으로 인한 결방.
- 2022년 2월 13일: 2022 베이징 동계 올림픽 중계 방송으로 인해 오후 6시에 조기 방송.
- 2022년 10월 30일: 이태원 압사 참사 여파로 인한 결방.
- 2023년 7월 16일: 2023년 여름 한반도 집중호우 여파로 인한 결방.
- 2023년 10월 1일: 2022 항저우 아시안 게임 중계 방송으로 인한 결방.
- 2024년 7월 28일 ~ 2024년 8월 11일: 2024 파리 올림픽 중계 방송으로 인한 결방.
- 2024년 12월 29일: 제주항공 2216편 활주로 이탈 사고 여파로 인한 결방

## 포맷 수출
- 2013년 6월 26일 오전 KBS 예능 본부 관계자에 따르면 최근 KBS는 중국의 쓰촨위성TV와 '1박 2일'의 포맷 제작 협약을 체결했다. 그는 "지난 21일 중국 방송사 쓰촨위성TV 쪽 제작진들이 '1박 2일 명당 특집' 편의 제작 현장을 직접 찾아와 견학했다며 이들의 방문으로 1박 2일'이 한류 예능 프로그램으로서 위용을 뽐내게 됐다고 밝혔다. 两天一夜(양천일야)라는 제목으로 방송되기 시작했다.

## 같이 보기
- 미녀들의 1박 2일
- 상근이
- 광주문화방송